# Steve Porcaro
Steven Maxwell "Steve" Porcaro, född 2 september 1957 i Hartford, Connecticut, är en amerikansk keyboardist och låtskrivare. Porcaro var en av originalmedlemmarna i rockgruppen Toto, i vilken han, tillsammans med David Paich, spelade klaviatur. Han slutade turnera med bandet efter albumet Fahrenheit och lämnade bandet 1986. Han har senare bland annat arbetat som studiomusiker och skrivit filmmusik. När Toto återförenades 2010 för en turné för att hylla Steve Porcaros bror Mike Porcaro som drabbats av ALS, återkom han som bandmedlem.
Steve Porcaro var bror till Mike Porcaro (1955-2015), basist i Toto, och Jeff Porcaro (1954-1992), trummis i Toto.
Steve Porcaro har också sedan 1990-talets mitt gjort karriär som filmmusikkompositör.

## Filmografi (urval)
- 1997 – Metro
- 2001 – Tvillingarnas äventyr på Bahamas
- 2002 – Tvillingarna får körkort